# 권제부조묘
권제부조묘는 충청북도 음성군 소이면에 있다. 2003년 4월 24일 음성군의 향토문화유적 제17호로 지정되었다.

## 개요
이 부조묘는 조선시대 문신인 권제의 위패를 봉안한 사당으로, 정면 3칸, 측면 1칸 반의 팔작지붕 목조기와집이며, 1901년에 재건하고, 1960년 중수하였다.  이 부조묘에는 처음에 아버지인 권근의 위패와 권제의 위패를 봉안하였는데, 권근의 위패는 음성군 생극면 방축리에 권근 부조묘를 건립하면서 이안하였다.